# Dustin Ortiz
Dustin Ortiz (Franklin, 25 de dezembro de 1988) é um lutador estadunidense de artes marciais mistas que compete no peso-mosca. Ele já competiu em promoções como Resurrection Fighting Alliance, Tachi Palace Fights, King of the Cage e Strikeforce. Ele atualmente tem contrato com o Ultimate Fighting Championship.

## Background
Nascido e criado em Franklin, Tennessee, Ortiz competiu no wrestling na Franklin High School, onde ele foi excelente. Após se formar, Ortiz trabalhou em uma construção antes de ir para o MMA.

## Carreira no MMA

### Começo da carreira
Ortiz fez sua estreia profissional no MMA em Fevereiro de 2010, enfrentando Lucas Thomas no GFC 6, que Ortiz venceu por finalização no primeiro round. Ortiz então assinou um contrato com o Strikeforce, mas lutou apenas duas vezes pela promoção, ele derrotou Justin Pennington e Matt Horning em suas duas lutas no Strikeforce. Ortiz fez sua estréia no King of the Cage em Agosto de 2012. Em sua primeira luta com o KOTC ele derrotou Thiago Veiga por decisão unânime. Ortiz deu uma pequena pausa no MMA após isso, mas retornou em Janeiro de 2013, lutando no RFA 6, ele derrotou Aaron Ely por decisão dividida. Ortiz retornou ao King of the Cage em o que se pode chamar da última luta independente antes de assinar com o UFC, ele enfrentou o veterano do MMA Mike French em uma vitória por decisão unânime.

### Ultimate Fighting Championship
Foi anunciado que Ortiz faria sua estréia no UFC Fight Night: Condit vs. Kampmann II contra Justin Scoggins, mas a luta foi removida do card por razões desconhecidas.
Ortiz então fez sua estréia contra José Maria Tomé no UFC Fight Night: Belfort vs. Henderson II em Novembro de 2013. Ele venceu a luta por nocaute téncico no terceiro round.
Ortiz enfrentou John Moraga em 15 de Janeiro de 2014 no UFC Fight Night: Rockhold vs. Philippou. Ele perdeu a luta por decisão dividida.
Ortiz era esperado para enfrentar Alptekin Ozkilic em 11 de Abril de 2014 no UFC Fight Night: Nogueira vs. Nelson. No entanto em 3 de Abril, a luta foi cancelada devido a uma lesão de Ozkilic. Consequentemente, Ortiz foi rapidamente remarcado para enfrentar o estreante na promoção Ray Borg em 19 de Abril de 2014 no UFC on Fox: Werdum vs. Browne. Ortiz derrotou Borg por decisão dividida.
Ortiz enfrentou Justin Scoggins em 6 de Julho de 2014 no The Ultimate Fighter: Team Edgar vs. Team Penn Finale. Ele venceu a luta por decisão dividida.
Ortiz enfrentou ex-desafiante Joseph Benavidez em 22 de Novembro de 2014 no UFC Fight Night: Edgar vs. Swanson. Ele foi derrotado por decisão unânime.
Ortiz era esperado para enfrentar Ian McCall em 8 de Agosto de 2015 no UFC Fight Night: Teixeira vs. St. Preux. No entanto, uma lesão tirou McCall da luta e ele foi substituído por Willie Gates. Ele venceu a luta por nocaute técnico no terceiro round.
Ortiz enfrentou Wilson Reis em 30 de Janeiro de 2016 no UFC on Fox: Johnson vs. Bader. Ele perdeu por decisão unânime.
Ortiz enfrentou o brasileiro Jussier Formiga em 24 de Setembro de 2016 no UFC Fight Night: Cyborg vs. Lansberg. Ele perdeu por decisão unânime.
Ortiz enfrentou Zach Makovsky em 10 de Dezembro de 2016 no UFC 206. Ele venceu pro decisão dividida.
Ortiz enfrentou o mexicano Brandon Moreno em 22 de Abril de 2017 no UFC Fight Night: Swanson vs. Lobov. Após ganhar o primeiro round, ele foi finalizado pelo mexicano com um mata-leão no segundo round.

## Títulos
- Sherdog
  - All-Violence Second Team em 2011[13]

## Cartel no MMA
| Cartel no MMA   |             |            |
| 27 lutas        | 19 vitórias | 8 derrotas |
| Por nocaute     | 8           | 0          |
| Por finalização | 4           | 1          |
| Por decisão     | 7           | 7          |

| Res.    | Cartel | Oponente          | Método                                | Evento                                          | Data       | Round | Tempo | Local                      | Notas                              |
| ------- | ------ | ----------------- | ------------------------------------- | ----------------------------------------------- | ---------- | ----- | ----- | -------------------------- | ---------------------------------- |
| Derrota | 19-8   | Joseph Benavidez  | Decisão (unânime)                     | UFC Fight Night: Cejudo vs. Dillashaw           | 19/01/2019 | 3     | 5:00  | Brooklyn, Nova Iorque      |                                    |
| Vitória | 19-7   | Matheus Nicolau   | Nocaute (chute na cabeça e socos)     | UFC on Fox: Alvarez vs. Poirier II              | 28/07/2018 | 1     | 3:49  | Calgary, Alberta           |                                    |
| Vitória | 18-7   | Alexandre Pantoja | Decisão (unânime)                     | UFC 220: Miocic vs. Ngannou                     | 20/01/2018 | 3     | 5:00  | Boston, Massachusetts      |                                    |
| Vitória | 17-7   | Hector Sandoval   | Nocaute (socos)                       | UFC Fight Night: Pettis vs. Moreno              | 05/08/2017 | 1     | 0:15  | Cidade do México           | Performance da Noite.              |
| Derrota | 16-7   | Brandon Moreno    | Finalização (mata leão)               | UFC Fight Night: Swanson vs. Lobov              | 22/04/2017 | 2     | 4:06  | Nashville, Tennessee       |                                    |
| Vitória | 16-6   | Zach Makovsky     | Decisão (dividida)                    | UFC 206: Holloway vs. Pettis                    | 10/12/2016 | 3     | 5:00  | Toronto, Ontario           |                                    |
| Derrota | 15-6   | Jussier Formiga   | Decisão (unânime)                     | UFC Fight Night: Cyborg vs. Lansberg            | 24/09/2016 | 3     | 5:00  | Brasília                   |                                    |
| Derrota | 15-5   | Wilson Reis       | Decisão (unânime)                     | UFC on Fox: Johnson vs. Bader                   | 30/01/2016 | 3     | 5:00  | Newark, New Jersey         |                                    |
| Vitória | 15-4   | Willie Gates      | Nocaute Técnico (cotoveladas e socos) | UFC Fight Night: Teixeira vs. St. Preux         | 08/08/2015 | 3     | 2:58  | Nashville, Tennessee       |                                    |
| Derrota | 14-4   | Joseph Benavidez  | Decisão (unânime)                     | UFC Fight Night: Edgar vs. Swanson              | 22/11/2014 | 3     | 5:00  | Austin, Texas              |                                    |
| Vitória | 14–3   | Justin Scoggins   | Decisão (dividida)                    | The Ultimate Fighter 19 Finale                  | 06/07/2014 | 3     | 5:00  | Las Vegas, Nevada          |                                    |
| Vitória | 13–3   | Ray Borg          | Decisão (dividida)                    | UFC on Fox: Werdum vs. Browne                   | 19/04/2014 | 3     | 5:00  | Orlando, Florida           |                                    |
| Derrota | 12–3   | John Moraga       | Decisão (dividida)                    | UFC Fight Night: Rockhold vs. Philippou         | 15/01/2014 | 3     | 5:00  | Duluth, Georgia            |                                    |
| Vitória | 12–2   | José Maria Tomé   | Nocaute Técnico (socos)               | UFC Fight Night: Belfort vs. Henderson II       | 09/11/2013 | 3     | 3:19  | Goiânia                    |                                    |
| Vitória | 11–2   | Mike French       | Decisão (unânime)                     | KOTC: Train Wreck                               | 27/01/2013 | 3     | 5:00  | Lac Du Flambeau, Wisconsin |                                    |
| Vitória | 10–2   | Aaron Ely         | Decisão (dividida)                    | RFA 6: Krause vs. Imada 2                       | 18/01/2013 | 3     | 5:00  | Kansas City, Missouri      |                                    |
| Vitória | 9–2    | Thiago Veiga      | Decisão (unânime)                     | KOTC: Sudden Strike                             | 04/08/2012 | 3     | 5:00  | Walker, Minnesota          |                                    |
| Derrota | 8–2    | Josh Robinson     | Decisão (dividida)                    | NAFC: Colosseum                                 | 04/05/2012 | 3     | 5:00  | Milwaukee, Wisconsin       | Peso Casado (130 lbs)              |
| Vitória | 8–1    | Josh Rave         | Nocaute Técnico (interrupção médica)  | Tachi Palace Fights 11                          | 02/12/2011 | 3     | 4:38  | Lemoore, California        |                                    |
| Derrota | 7–1    | Ian McCall        | Decisão (unânime)                     | Tachi Palace Fights 9                           | 06/05/2011 | 3     | 5:00  | Lemoore, California        |                                    |
| Vitória | 7–0    | Matt Horning      | Nocaute Técnico (socos)               | Strikeforce Challengers: Woodley vs. Saffiedine | 07/01/2011 | 3     | 2:10  | Nashville, Tennessee       |                                    |
| Vitória | 6–0    | Cory Alexander    | Nocaute Técnico (socos)               | GFC: Gameness Fight Championship 8              | 09/10/2010 | 3     | 4:46  | Nashville, Tennessee       | Ganhou o Título Peso Mosca do GFC. |
| Vitória | 5–0    | Andrew Higgins    | Nocaute Técnico (socos)               | GFC: Gameness Fight Series                      | 15/07/2010 | 2     | 3:52  | Nashville, Tennessee       |                                    |
| Vitória | 4–0    | Forrest Beard     | Finalização (mata-leão)               | GFC: Gameness Fight Championship 7              | 19/06/2010 | 1     | 1:28  | Nashville, Tennessee       |                                    |
| Vitória | 3–0    | Lucas Thomas      | Finalização (socos)                   | GFC: Gameness Fight Series                      | 20/05/2010 | 1     | 1:15  | Goodlettsville, Tennessee  |                                    |
| Vitória | 2–0    | Justin Pennington | Finalização (mata-leão)               | Strikeforce: Nashville                          | 17/04/2010 | 1     | 4:27  | Nashville, Tennessee       |                                    |
| Vitória | 1–0    | Lucas Thomas      | Finalização (triângulo de braço)      | GFC: Gameness Fighting Championship 6           | 20/02/2010 | 1     | 1:00  | Nashville, Tennessee       |                                    |